# Arbeitsgericht Villingen-Schwenningen

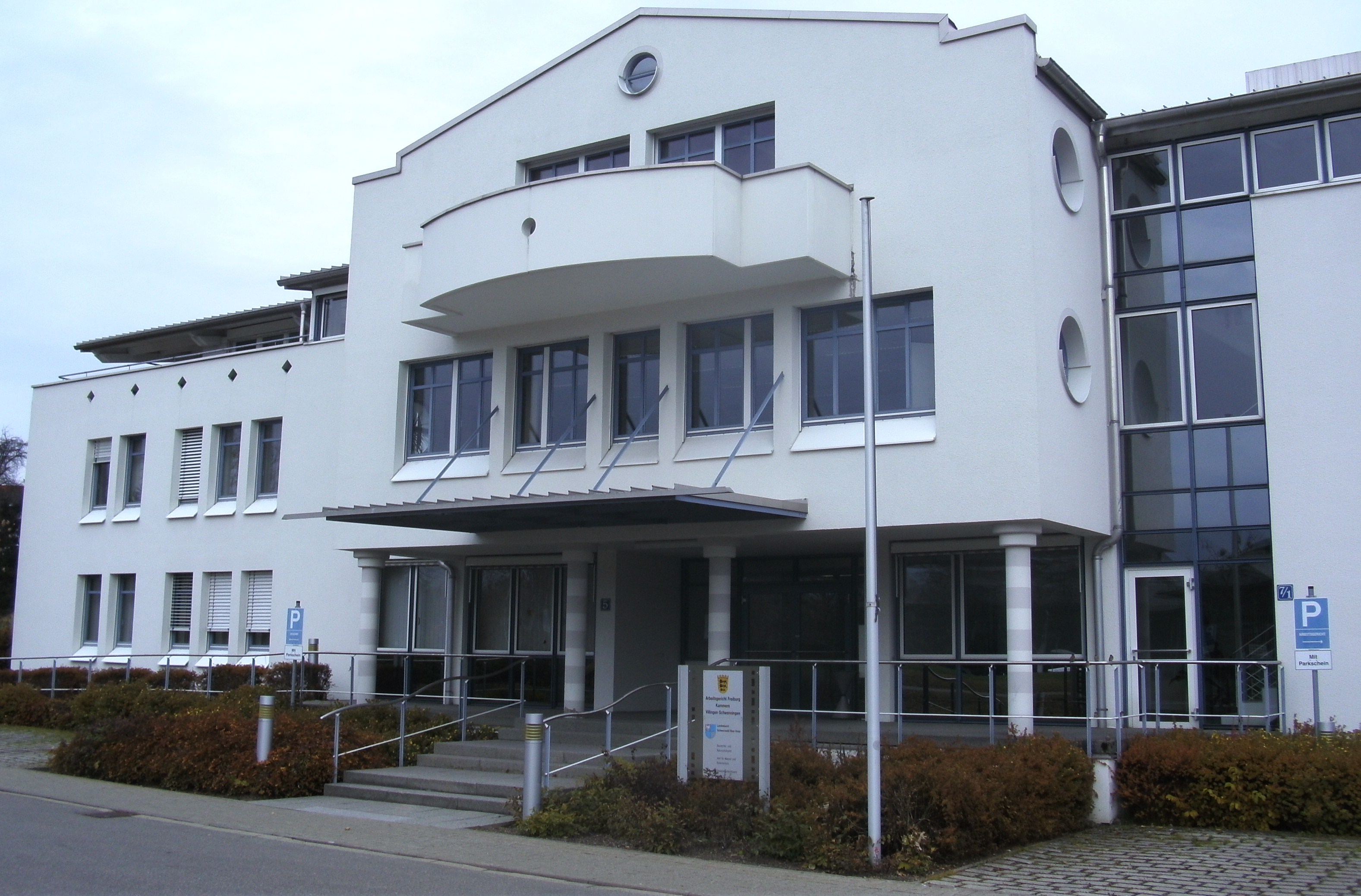
Gerichtsgebäude

Das Arbeitsgericht Villingen-Schwenningen ist eines der neun Arbeitsgerichte in Baden-Württemberg. Es wurde zum 1. Januar 2018 durch das baden-württembergische Gesetz zur Änderung des Gesetzes über die Gerichte für Arbeitssachen vom 24. Oktober 2017 errichtet. Auswärtige Kammern des Gerichts bestehen in Radolfzell. Der Gerichtsbezirk besteht aus den Landkreisen Rottweil, Schwarzwald-Baar-Kreis, Tuttlingen und Konstanz.

## Übergeordnete Gerichte
Dem Arbeitsgericht Villingen-Schwenningen sind das Landesarbeitsgericht Baden-Württemberg und im weiteren Rechtszug das Bundesarbeitsgericht übergeordnet.